# Жак Дере
Жак Дере́ (фр. Jacques Deray, справжні ім'я та прізвище — Жак Дерео́ (фр. Jacques Desrayaud); нар. 19 лютого 1929, Ліон, Франція — пом. 9 серпня 2003, Булонь-Біянкур, Франція) — французький кінорежисер і сценарист, відомий передусім як майстер кримінального жанру.

## Біографія
Жак Дере (Дерео) народився 19 лютого 1929 року в сім'ї ліонських промисловців. З дитинства виявляв інтерес до мистецтва і поступив на Курси Симона, прагнучи стати актором. Творчу біографію Дере починав як актор, знімався в невеликих ролях у кіно, грав і в театрі. З 1953 року працював у кіно асистентом режисера на фільмах Жана Буає, Анрі Вернея, Жиля Граньє, Жуля Дассена та Луїса Бунюеля.
Перший самостійний фільм — «Жиголо» — Жак Дере поставив у 1960 році. Свої найкращі стрічки він створив у співпраці з письменником і сценаристом Хосе Джованні («Розбірки в Токіо», «Людина з Маракеша») та одним з провідних французьких кіносценаристів Жаном-Клодом Карр'єром («Басейн», «Людина померла»). Найвідоміший фільм Дере — «Метелик на плечі» (1978) — був поставлений ним за сценарієм Ж.-К. Карр'єра і Тоніно Гуерри.
Починаючи з фільму «Басейн», Жак Дере неодноразово співпрацював з Аленом Делоном, також знімав у багатьох своїх фільмах Жана-Поля Бельмондо.
Окрім кримінального жанру Жак Дере звертався і до екранізацій: у 1971 році він поставив фільм «Трохи сонця в холодній воді» за книгою Франсуази Саган, у 1998 році — кінофільм «Кларисса» за однойменною новелою Стефана Цвейга, а в 2001 році вийшов телефільм Дере «Лист незнайомки» за однойменною новелою Стефана Цвейга.
У 1981 році Жак Дере очолював міжнародне журі 34-го Каннського міжнародного кінофестивалю.

## Приз Жака Дере
У 2005 році в пам'ять про Жака Дере, Інститутом Люм'єра, де Дере був віце-президентом до своєї смерті, було засновано Приз Жака Дере, яким відзначаються найкращі кримінальні фільми, або режисери, що працюють в цьому жанрі. Серед володарів нагороди: «Набережна Орфевр, 36» Олів'є Маршаля, «І моє серце завмерло» Жака Одіара, «Не кажи нікому» Ґійома Кане, «Друге дихання» Алена Корно та «Паліція» Майвенн.

## Фільмографія
| Рік  |     | Назва українською           | Оригінальна назва                       | Режисер | Сценарист |
| ---- | --- | --------------------------- | --------------------------------------- | ------- | --------- |
| 1960 |     | Альфонс                     | Le gigolo                               | Так     | Так       |
| 1963 |     | Розбірки в Токіо            | Rififi à Tokyo                          | Так     | Так       |
| 1963 |     | Симфонія для різанини       | Symphonie pour un massacre              | Так     | Так       |
| 1965 |     | Прекрасним літнім ранком    | Par un beau matin d'été                 | Так     | Так       |
| 1966 |     | Людина з Маракеша           | L'homme de Marrakech                    | Так     | Так       |
| 1966 |     | У чужій шкурі               | Avec la peau des autres                 | Так     | Так       |
| 1969 |     | Басейн                      | La piscine                              | Так     | Так       |
| 1970 |     | Борсаліно                   | Borsalino                               | Так     | Так       |
| 1970 |     |                             | Crepa padrone, crepa tranquillo         | Так     |           |
| 1971 |     | Чоловік із Сен-Мішель       | Doucement les basses                    | Так     | Так       |
| 1971 |     | Трохи сонця в холодній воді | Un peu de soleil dans l'eau froide      | Так     | Так       |
| 1972 |     | Людина померла              | Un homme est mort                       | Так     | Так       |
| 1974 |     | Борсалино і компанія        | Borsalino and Co.                       | Так     | Так       |
| 1975 |     | Поліцейська історія         | Flic Story                              | Так     | Так       |
| 1976 |     | Банда                       | Le Gang                                 | Так     |           |
| 1978 |     | Метелик на плечі            | Un papillon sur l'épaule                | Так     |           |
| 1980 |     | Трьох потрібно прибрати     | 3 hommes à abattre                      | Так     | Так       |
| 1982 | т/ф | Таємниця принцеси Кадіньян  | Les secrets de la princesse de Cadignan | Так     |           |
| 1983 | т/ф | Кредо                       | Credo                                   | Так     |           |
| 1983 |     | Поза законом                | Le marginal                             | Так     | Так       |
| 1985 |     | Помирають тільки двічі      | On ne meurt que deux fois               | Так     | Так       |
| 1986 |     | Одинак                      | Le solitaire                            | Так     | Так       |
| 1987 |     | Хвороба кохання             | Maladie d'amour                         | Так     |           |
| 1989 |     | Чорний ліс                  | Les bois noirs                          | Так     | Так       |
| 1990 |     | Нечаєв повертається         | Netchaïev est de retour                 | Так     | Так       |
| 1991 |     | Проти забуття               | Contre l'oubli                          | Так     |           |
| 1993 |     | Злочин                      | Un crime                                | Так     | Так       |
| 1994 |     | Плюшевий ведмедик           | L'ours en peluche                       | Так     | Так       |
| 1994 | т/с | 3000 сценаріїв проти вірусу | 3000 scénarios contre un virus          | Так     |           |
| 1996 | т/ф | Вибухонебезпечна жінка      | Une femme explosive                     | Так     |           |
| 1998 | т/ф | Кларисса                    | Clarissa                                | Так     |           |
| 2000 | т/ф | У нас є тільки одне життя   | On n'a qu'une vie                       | Так     |           |
| 2001 | т/ф | Лист незнайомки             | Lettre d'une inconnue                   | Так     |           |

## Визнання
| Рік                                   | Категорія                                       | Фільм                                            | Результат |
| ------------------------------------- | ----------------------------------------------- | ------------------------------------------------ | --------- |
| Берлінський міжнародний кінофестиваль |                                                 |                                                  |           |
| 1970                                  | Золотий ведмідь                                 | Борсаліно                                        | Номінація |
| Монреальський кінофестиваль           |                                                 |                                                  |           |
| 1985                                  | Приз журі                                       | Помирають тільки двічі                           | Перемога  |
| Премія «Сезар»                        |                                                 |                                                  |           |
| 1986                                  | Найкращий оригінальний або адаптований сценарій | Помирають тільки двічі (разом з Мішелем Одіаром) | Номінація |